# Росохацька сільська рада (Сколівський район)
Росохацька сільська рада — колишній орган місцевого самоврядування у Сколівському районі Львівської області. Адміністративний центр — село Росохач.

## Загальні відомості
Росохацька сільська рада утворена в 1939 році. Територією ради протікає річка Росохацька.

## Населені пункти
Сільській раді підпорядковані населені пункти:
- с. Росохач
- с. Мита
- с. Сухий Потік

## Склад ради
Рада складається з 12 депутатів та голови.

### Керівний склад попередніх скликань
| ПІБ                      | Основні відомості                                                                          | Дата обрання | Дата звільнення |
| ------------------------ | ------------------------------------------------------------------------------------------ | ------------ | --------------- |
| Пилипчак Іван Васильович | Сільський голова, 1944 року народження, освіта вища, безпартійний                          | 26.03.2006   | 31.10.2010      |
| Пилипчак Василь Іванович | Сільський голова, 1970 року народження, освіта вища, член політичної партії «Наша Україна» | 31.10.2010   |                 |

Примітка: таблиця складена за даними джерела

## Населення
Згідно з переписом УРСР 1989 року чисельність наявного населення сільської ради становила 960 осіб, з яких 470 чоловіків та 490 жінок.
За переписом населення України 2001 року в сільській раді мешкали 894 особи.

### Мова
Розподіл населення за рідною мовою за даними перепису 2001 року:
| Мова       | Відсоток |
| ---------- | -------- |
| українська | 99,89 %  |
| російська  | 0,11 %   |